# MUSIC JAPAN (岩手めんこいテレビ)
『MUSIC JAPAN』（ミュージックジャパン）は、テラモバイル・岩手めんこいテレビ・放芸の3社共同制作による30分間の音楽番組である。2006年7月からは、番組をリニューアルし『music holic』を放送した。（後のBreak Point!(2009年3月放送終了)）

## 概要
基本的には、放送前週に発表されたオリコン週間シングルチャート上位20曲をミュージック・ビデオとともに紹介する「Weekly Countdown」、新作CDを紹介する「What's New」、番組イチ押しのアーティストを紹介する「Power Push」、視聴者から寄せられたリクエストに応える「Today's Request」で構成されている。携帯電話ダウンロードサイトmusic.jpの一社提供。
- 第14回と第15回は、年間ランキングSP
- 第31回は、GOLDEN WEEK SP（「What's New」、「アーティスト別着うたランキング」、「Today's RequestSP一挙に7曲オンエアー」）
- 第32回は、特別企画第2弾（「What's New」、「最新楽曲別着うたランキング」、「Today's RequestSP」）
- 第39回は、SPECIAL COUNTDOWN 2006年上半期TOP10

## テーマ曲
（OP=オープニングテーマ、ED=エンディングテーマ）
| 年月       | 順序  | 曲名                                        | 歌手名                    |
| 2005年10月 | OP ED | Sky 祝電                                    | BENNIE K Soul Camp        |
| 2005年11月 | OP ED | Time Limit READY OR NOT VS ITT(So'Fly ver.) | midnightPumpkin So'Fly    |
| 2005年12月 | OP ED | 12月のLove Song JUMP!!                      | Gackt THC!!               |
| 2006年1月  | OP ED | GigPigブギ すみか                           | 雅-miyavi- メレンゲ       |
| 2006年2月  | OP ED | 卒業の日 Call Me                            | サスケ DOUBLE             |
| 2006年3月  | OP ED | 春待人 千里眼                               | 島谷ひとみ 犬神サーカス団 |
| 2006年4月  | OP ED | SUMMER NIGHT BREEZER 真面目過ぎる君へ       | access アンダーグラフ     |
| 2006年5月  | OP ED | Hey,Brother 上野駅                          | RIP SLYME マニ☆ラバ       |
| 2006年6月  | OP ED | i Need Love ALBUM「CATCH」より「Who」       | 中ノ森BAND 小谷美紗子     |

## Weekly Countdown 1位獲得曲
| 回       | 曲名                                                                                           | 歌手名                   |
| 1        | Be My Last                                                                                     | 宇多田ヒカル             |
| 2        | COUNTDOWN                                                                                      | HYDE                     |
| 3        | Orange                                                                                         | V6                       |
| 4        | 好きすぎて バカみたい                                                                          | DEF.DIVA                 |
| 5        | POP STAR                                                                                       | 平井堅                   |
| 6 7      | 青春アミーゴ                                                                                   | 修二と彰                 |
| 8        | WISH                                                                                           | 嵐                       |
| 9        | Triangle                                                                                       | SMAP                     |
| 10       | Bold & Delicious/Pride                                                                         | 浜崎あゆみ               |
| 11       | you                                                                                            | 倖田來未                 |
| 12       | ただ…逢いたくて                                                                                | EXILE                    |
| 13       | SNOW! SNOW! SNOW!                                                                              | KinKi Kids               |
| 14 15    | 年間ランキングSPのため Weekly Countdownお休み                                                  | －                       |
| 16       | 青春アミーゴ                                                                                   | 修二と彰                 |
| 17       | feel                                                                                           | 倖田來未                 |
| 18       | Venus                                                                                          | タッキー&翼              |
| 19       | 衝動                                                                                           | B'z                      |
| 20       | ソメイヨシノ                                                                                   | ENDLICHERI☆ENDLICHERI    |
| 21       | Mr.Traveling Man                                                                               | TOKIO                    |
| 22       | ワールドアパート                                                                               | ASIAN KUNG-FU GENERATION |
| 23       | SEASON'S CALL                                                                                  | HYDE                     |
| 24       | YES!                                                                                           | EXILE                    |
| 25       | Startin'/Born To Be...                                                                         | 浜崎あゆみ               |
| 26       | サヤエンドウ/裸足のシンデレラボーイ                                                            | NEWS                     |
| 27 28 29 | Real Face                                                                                      | KAT-TUN                  |
| 30       | ゆるぎないものひとつ                                                                           | B'z                      |
| 31       | アーティスト別着うたランキングのため コーナーはお休みだが、Dear WOMAN／SMAPが1位となっている。 | －                       |
| 32       | 楽曲別着うたランキングのため コーナーはお休みだが、旅人／ケツメイシが1位となっている。         | －                       |
| 33       | 旅人                                                                                           | ケツメイシ               |
| 34       | チャンピオーネ                                                                                 | ORANGE RANGE             |
| 35       | きっと大丈夫                                                                                   | 嵐                       |
| 36       | milk tea/美しき花                                                                              | 福山雅治                 |
| 37       | 抱いてセニョリータ                                                                             | 山下智久                 |
| 38       | SPLASH!                                                                                        | B'z                      |
| 39       | 2006年上半期ランキングのため コーナーはお休みだが、グッデイ!!／V6が1位となっている。           | －                       |

## ネット局
特記以外はフジテレビ系列局。
- 北海道：北海道文化放送
- 青森県：青森放送(日本テレビ系列)
- 岩手県：岩手めんこいテレビ
- 宮城県：仙台放送
- 秋田県：秋田テレビ
- 山形県：さくらんぼテレビ
- 福島県：福島テレビ
- 東京都：東京MXテレビ(独立UHF放送局)
- 神奈川県：tvk(同上)
- 千葉県：チバテレビ(同上)
- 山梨県：テレビ山梨(TBS系列)
- 長野県：長野放送
- 新潟県：新潟総合テレビ
- 富山県：北日本放送(日本テレビ系列)
- 石川県：北陸朝日放送(テレビ朝日系列)
- 福井県：福井放送(日本テレビ系列)
- 中京広域圏：名古屋テレビ放送(テレビ朝日系列)
- 静岡県：テレビ静岡
- 京都府：KBS京都(独立UHF放送局)
- 島根県・鳥取県：山陰中央テレビ
- 岡山県・香川県：岡山放送
- 広島県：テレビ新広島
- 山口県：山口朝日放送(テレビ朝日系列)
- 徳島県：四国放送(日本テレビ系列)
- 愛媛県：テレビ愛媛
- 高知県：高知さんさんテレビ
- 福岡県：テレビ西日本
- 長崎県：テレビ長崎
- 熊本県：テレビ熊本
- 大分県：テレビ大分
- 鹿児島県：鹿児島読売テレビ(日本テレビ系列)
- 沖縄県：沖縄テレビ